# 2017년 짐바브웨 쿠데타

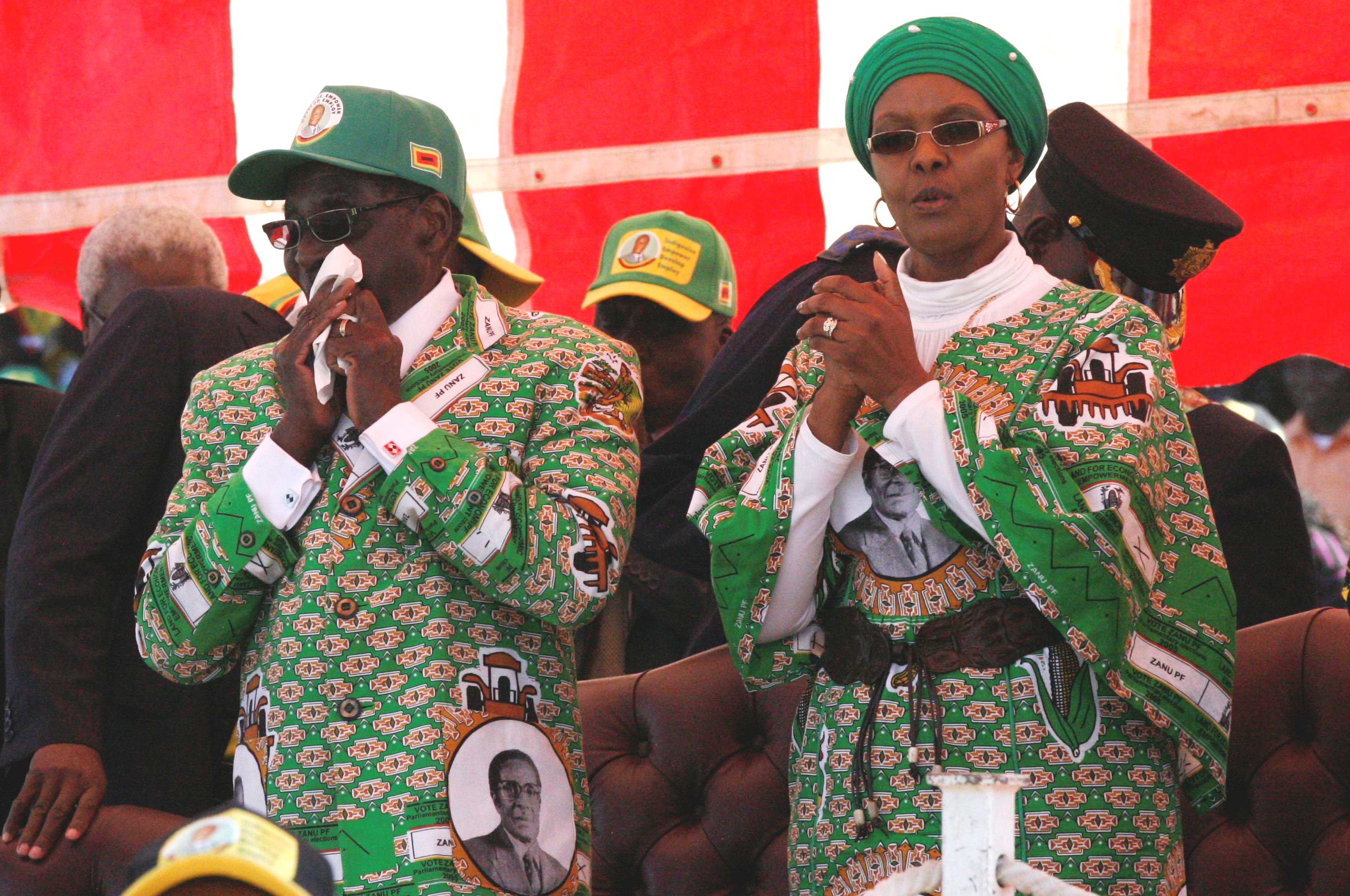
로버트 무가베와 그레이스 무가베 부부

2017년 11월 14일, 로버트 무가베 대통령이 37년간 장기 집권해 온 짐바브웨에서 쿠데타가 일어나, 군부가 수도 하라레를 장악하고 무가베를 가택 연금하였다. 무가베 대통령이 11월 6일에 유력한 후계자였던 에머슨 음낭가과를 경질하고 41세 연하인 부인 그레이스 무가베에게 권력을 물려주려 하자, 짐바브웨군 사령관 콘스탄티노 치웽가를 중심으로 한 군부가 이에 반발하여 쿠데타가 발생하게 되었다.
군부는 무가베를 가택 연금하였고, 집권당은 야당과 함께 의회에서 탄핵 안건을 발의해 탄핵 절차에 들어갔다. 결국 11월 21일 무가베는 의회에 대통령직 사임을 표명하였다.

## 같이 보기
- 2018년 짐바브웨 대통령 선거